# Slimák největší
Slimák největší (Limax maximus) je druh suchozemského plže z čeledi slimákovití (Limacidae). Je to bělavě šedavý slimák s 2-3 tmavými pruhy nebo řadami skvrn na bocích. Má vpředu zaokrouhlený a vzadu zašpičatělý štít se skvrnami a žlutavý kýl. Je to druh velkého plže, dlouhý asi 15 centimetrů, který se po bouřce objevuje v lesích a zahradách. Vypadá, jako když nemá ulitu, ale ve skutečnosti má malou schránku skrytou pod pláštěm.
Může působit jako škůdce způsobující škody žírem, zejména ve sklenících na nadzemních částech rostlin a na uskladněných plodinách ve sklepích. V malé míře může škodit i na zahradách či polích. Zemědělství naopak prospívá tím, že příležitostně požírá menší druhy plžů, jako je například velmi škodlivý plzák španělský. Slimák největší klade průhledná nažloutlá vajíčka ve snůškách po 20 až 100 kusech. Při ideální teplotě 18 až 20°C se už po 14 dnech líhnou malí slimáčci, kteří jsou miniaturní kopií svých rodičů.